# Cestraeus oxyrhyncus
Cestraeus oxyrhyncus is een  straalvinnige vissensoort uit de familie van harders (Mugilidae). De wetenschappelijke naam van de soort is voor het eerst geldig gepubliceerd in 1836 door Valenciennes.
De soort staat op de Rode Lijst van de IUCN als onzeker, beoordelingsjaar 2012. De omvang van de populatie is volgens de IUCN dalend.